# Marie Anne de Bourbon
Marie Anne de Bourbon, Légitimée de France (n. 2 octombrie 1666, Vincennes, Métropole du Grand Paris, Franța – d. 3 mai 1739, Paris, Regatul Franței) a fost fiica cea mare recunoscută (fille légitimée de France) a regelui Ludovic al XIV-lea al Franței și a metresei sale Louise de la Vallière. La vârsta de treisprezece ani s-a căsătorit cu Louis Armand de Bourbon, Prinț de Conti. O mare frumusețe și fiica favorită a tatălui său, Marie Anne a rămas văduvă în 1685 la vârsta de 19 ani. Nu s-a recăsătorit și nu a avut copii.

## Primii ani

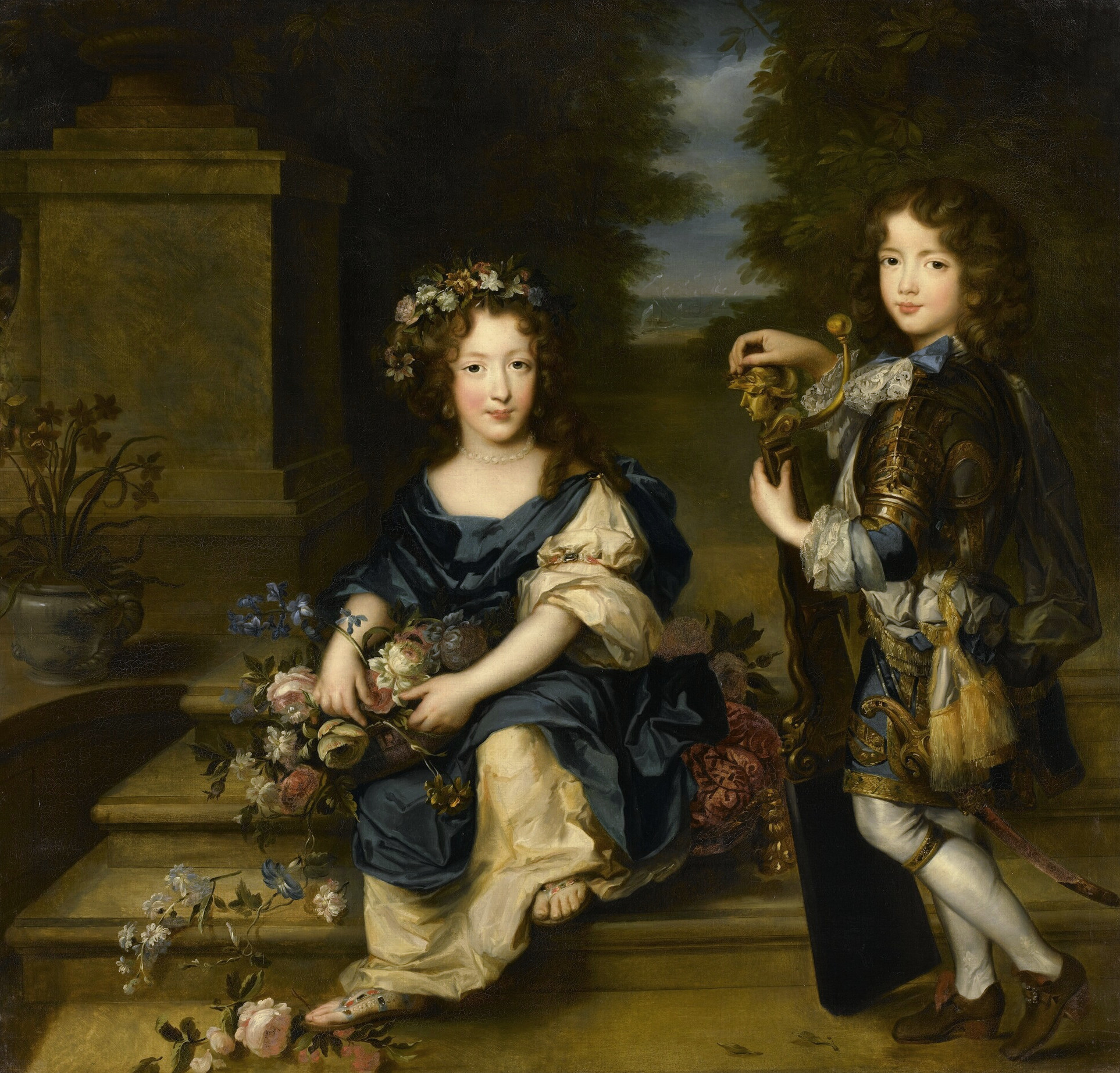
Mademoiselle de Blois în compania fratelui ei, Louis de Bourbon.

Născută în secret la Castelul Vincennes în afara Parisului la 2 octombrie 1666, Marie Anne a fost cea mai mare fiică nelegitimă a regelui Ludovic al XIV-lea. Considerată cea mai frumoasă fiică a regelui, a devenit fiica sa favorită. Totuși, copilul favorit a fost mai tânărul ei frate vitreg, Louis Auguste, Duce de Maine. Marie Anne și fratele ei mai mic, Louis de Bourbon (mai târziu Conte de Vermandois) au fost dați în grija lui Madame Colbert, soția ministrului de finanțe Jean-Baptiste Colbert. Copiii au fost crescuți de Mme Colbert departe de intrigile de la Curte.
Marie Anne a fost recunoscută de tatăl ei la 14 mai 1667. În aceeași zi, mama ei a primit titlul de Ducesă de La Vallière, titlu pe care Marie Anne îl va moșteni după decesul mamei sale. În adolescență a fost cunoscută al curte ca Mademoiselle de Blois, titlu acordat mai târziu mai tinerei sale surori vitrege, Françoise-Marie de Bourbon.

## Căsătorie
La 16 ianuarie 1680, Marie Anne s-a căsătorit cu vărul ei, Louis Armand de Bourbon, Prinț Conti, care era prinț de sânge, în capela Castelului Saint-Germain-en-Laye. Zestrea ei a fost de un milion de livre.
În 1683, și-a pierdut fratele iubit, Contele de Vermandois, care a fost născut în aceeași zi la un an după ea. Tânărul fusese exilat de la curte după implicarea într-un scandal homosexual cu iubitul unchiului lui, Cavalerul de Lorena.

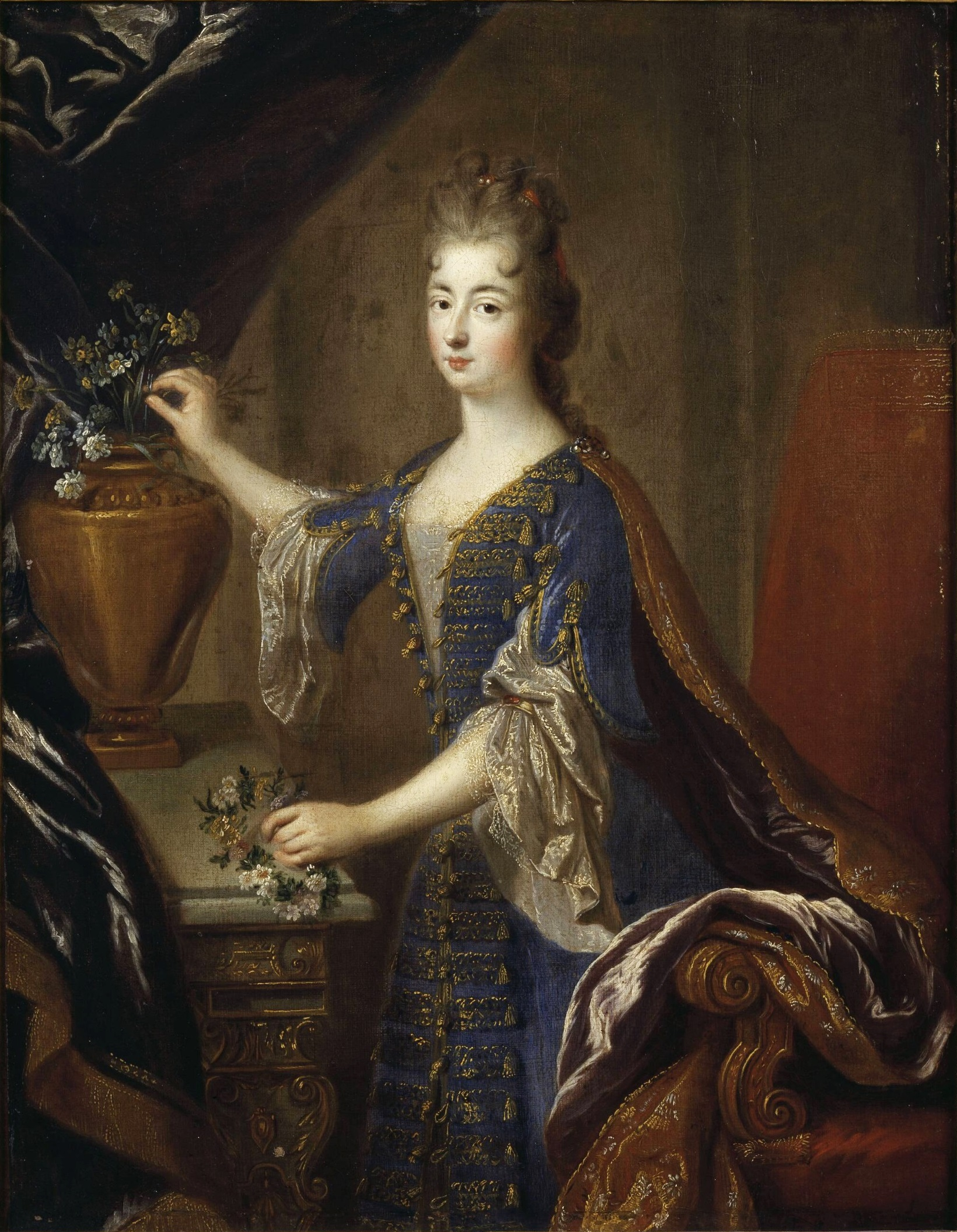
Marie Anne de Bourbon, pictură de François de Troy, 1680.

În 1685, soțul ei a contactat variolă de la Marie Anne. Deși ea s-a vindecat, el a murit după cinci zile. După decesul soțului ei, Marie Anne a fost numită Madame la Princesse Douairière sau la Grande Princesse de Conti. Nu s-a recăsătorit niciodată și a refuzat chiar oferta de căsătorie de la sultanul Marocului, Ismail Ibn Sharif.
În timpul celor cinci ani de căsătorie cu Prințul Conti, a fost una dintre cele mai importante figuri feminine de la curtea tatălui ei. Sora ei vitregă, Louise-Françoise de Bourbon, fiica recunoscută a lui Ludovic al XIV-lea și Madame de Montespan, a făcut un mariaj mai important în 1685 prin căsătoria cu Louis de Bourbon, Duce de Bourbon, fiul cel mare a prințului de Condé și moștenitor al titlului. Din cauza rangului social a existat o mare rivalitate între cele două surori vitrege.
În 1692, această rivalitate a iritat-o și mai mult pe Marie Anne. În acel an, sora bună a rivalei sale, Françoise-Marie de Bourbon s-a căsătorit cu Ducele de Chartres, Philippe Charles d'Orléans, un petit-fils de France (nepot al Franței) prin naștere și moștenitor al Casei de Orléans. În acest fel rangul ei social l-a depășit pe cel al lui Marie Anne și Louise-Françoise. În plus, ea a primit o zestre de 2 milioane de livre, mult mai mult decât au primit cele două surori atunci când s-au căsătorit. 
Prințesa Douairière a murit de o tumoare la creier, la Paris, la 3 mai 1739. A fost înmormântată în capela de la Saint-Roch.